# Nordenfelt-Mitrailleuse

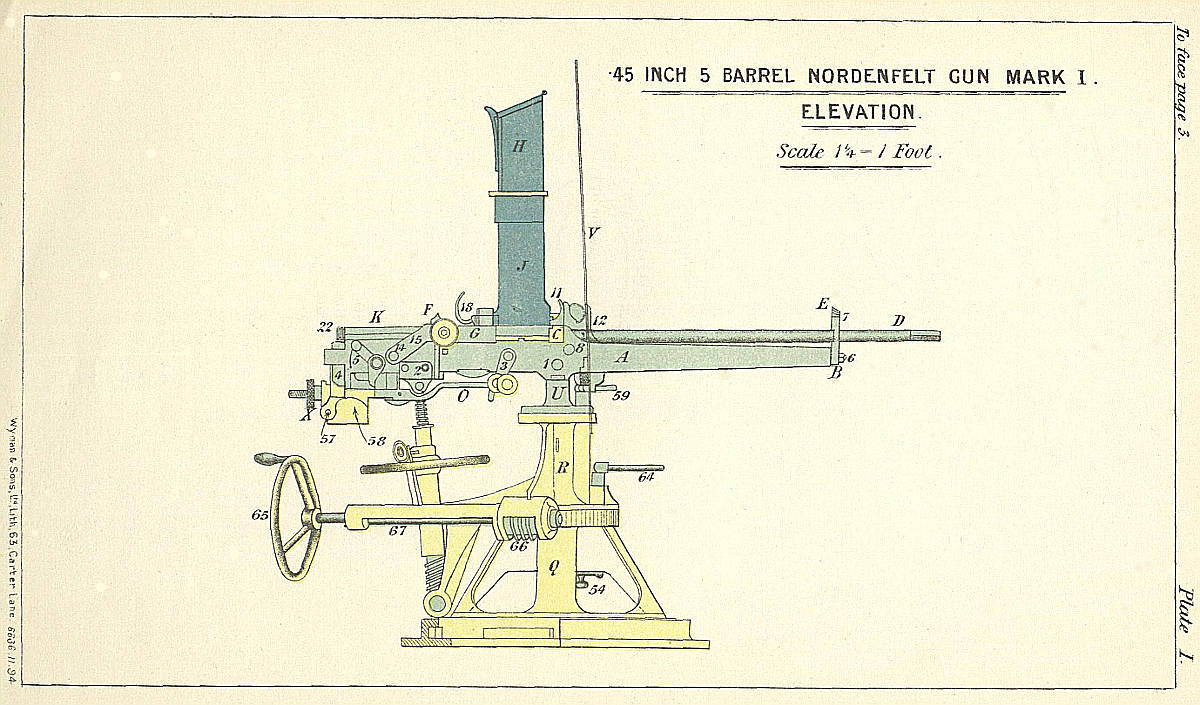
Nordenfelt Mark I im Kaliber 0,45 Zoll mit 5 Waffenrohren

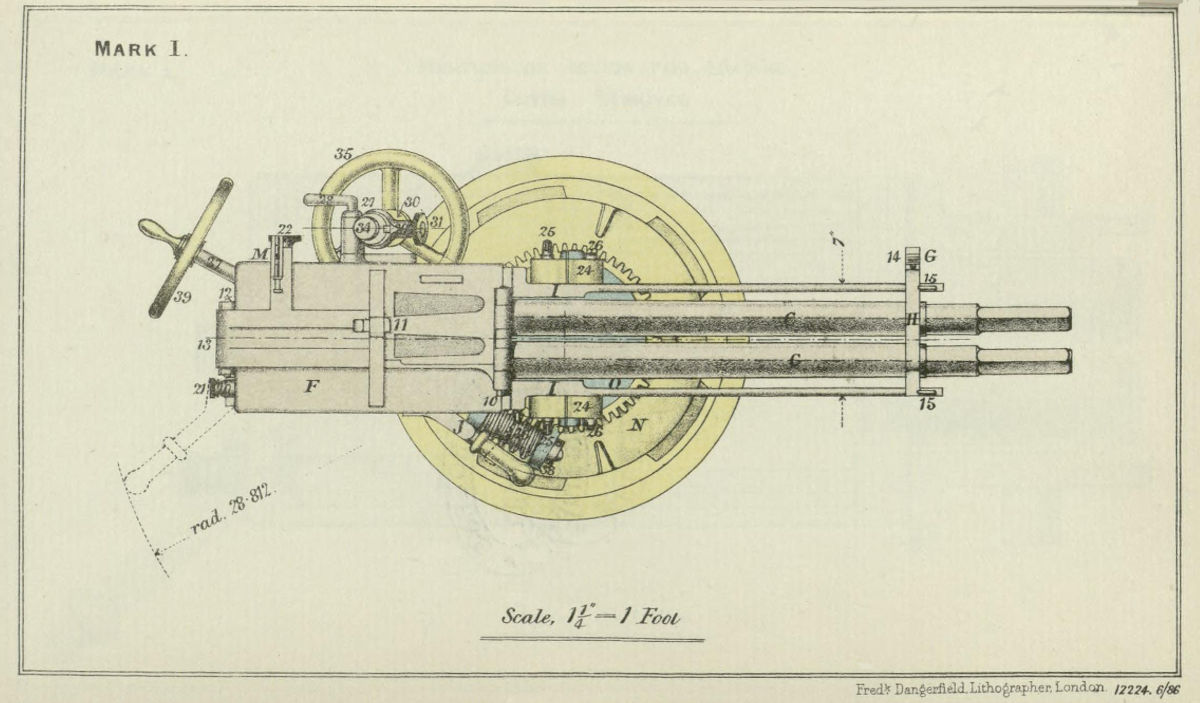
Nordenfelt Mark I im Kaliber 1 Zoll mit 2 Waffenrohren

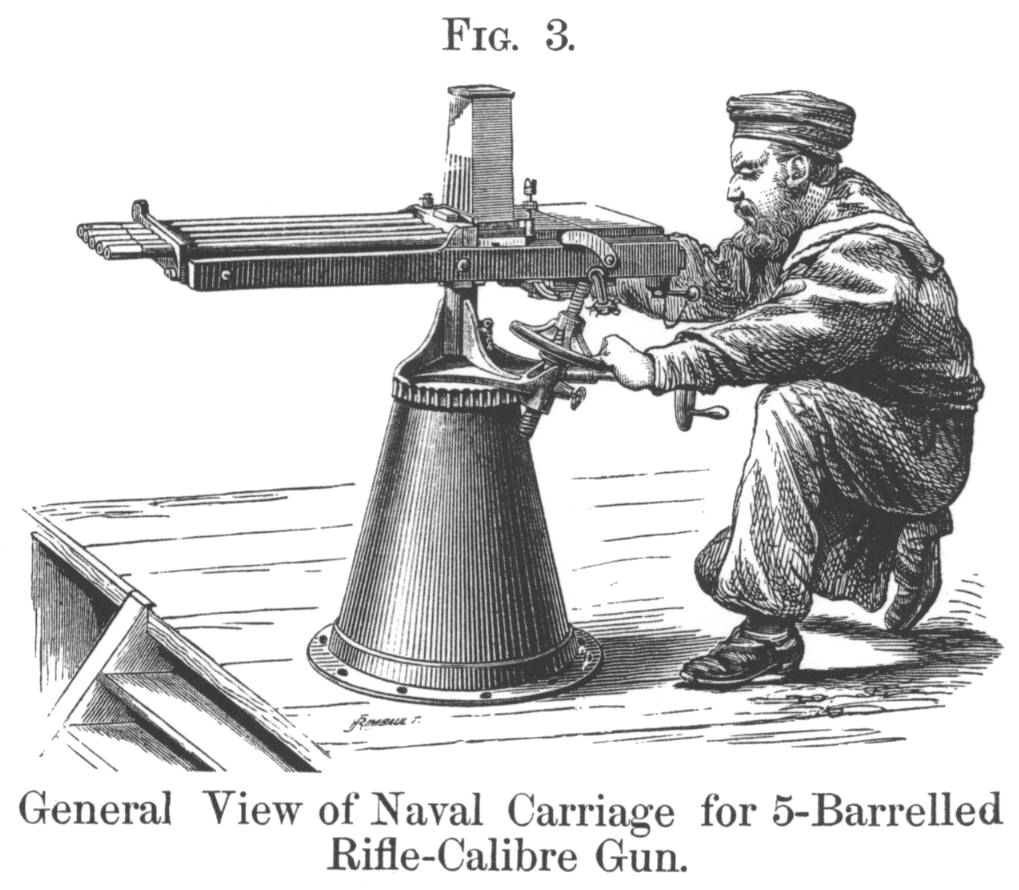
Fünfläufige Nordenfelt

Die Nordenfelt-Mitrailleuse ist eine frühe Schnellfeuerkanone, die von Helge Palmcrantz entwickelt wurde und von der britisch-schwedischen Waffenfirma Nordenfelt-Compagnie hergestellt wurde. Die Bauart dieser Mitrailleuse zählt zu den manuell betriebenen Salvengeschützen.

## Beschreibung
Die Nordenfelt-Mitrailleuse ist konstruktiv ein Salvengeschütz und zählt zu den frühen Schnellfeuerkanonen, die als Nachfolger der mittelalterlichen Ribauldequin angesehen werden können. Sie wurden anfänglich per Handantrieb mit Hebeln bedient. Die Nordenfelt-Mitrailleusen wurden vom schwedischen Waffenkonstrukteur Helge Palmcrantz 1873 entwickelt und nach dem schwedischen Erfinder und Bankier Thorsten Nordenfelt (1842–1920) benannt. Weitere Mitrailleusen des 19. Jahrhunderts sind als Vandenburgh-Salvengeschütz, Lowell-Mitrailleuse, Gatling-Mitrailleuse, Reffye-Mitrailleuse und Montigny-Mitrailleuse bekannt.

## Manuell angetriebene Nordenfelt-Mitrailleusen
Die Mitrailleusen wurden mit einem bis zwölf Läufen versehen und hatten unterschiedliche Kaliber, von denen 0,45 bis 1 Inch (Zoll) die verbreitetsten waren. Vierläufige Mitrailleusen wurden zum Beispiel in der britischen Marine und in anderen Seestreitkräften eingeführt. Jeder der vier Läufe, die auf einem Rahmen nebeneinander liegen, hat ein Verriegelungssystem. Alle vier Systeme werden gleichzeitig mit Hilfe eines Hebels bedient, der seitwärts heraustritt und vor wie zurück bewegt werden kann. Sind die Läufe abgefeuert, so befindet sich der Hebel in der vorwärtigen Lage; er wird dann langsam zurückbewegt, wodurch sich gleichzeitig die Läufe öffnen und die leeren Patronenhülsen auswerfen. Durch das Wiedervorführen des Hebels werden die Läufe erneut schussfertig gemacht und der letzte Teil der Bewegung bewirkt das Abfeuern eines Laufs nach dem anderen in Abständen, die so verkürzt werden können, dass es einer Salve ähnlich ist. Ein auf dem Apparat aufgesetzter Ladetrichter versorgt die Läufe mit Patronen. Die Kadenz der Waffe betrug etwa 200 Schuss pro Minute, womit sie zwar konkurrierenden Waffen wie etwa dem verbesserten Gatling-Maschinengewehr oder auch dem Modell des Amerikaners William Gardner unterlegen war, doch hatte Palmcrantz' Entwurf den Vorteil einer größeren Reichweite.

## Nordenfelt-Maschinengewehr
Als automatische Nordenfelt-Waffen sind einläufige Maschinengewehre bekannt, bei denen der Verschluss durch den Rückstoß („short recoil action“) betrieben wird. Diese Maschinengewehre wurden von dem schwedischen Artillerieoffizier Oscar William Bergman entwickelt, wozu im Jahr 1892 das US-Patent Nummer 468127 erteilt wurde. Zu dieser Waffenentwicklung sind Patentstreitigkeiten bekannt geworden, die sich auf Ähnlichkeiten mit dem Gatling-Repetiergeschütz und dem Maxim-Maschinengewehr bezogen haben.

## Rezeption
Es gibt einige Museen, die Nordenfelt-Mitrailleusen in ihren Ausstellungen zeigen. Bekannt sind Exemplare vom Musée de l’Armée in Paris, vom U.S. Army Ordnance Museum in Fort Gregg-Adams, vom Royal Artillery Museum in London-Woolwich und bei der Wehrtechnischen Studiensammlung Koblenz in Koblenz. Weitere Exemplare finden sich im Rumänischen Marinemuseum in Constanța, im Museo de Armas de la Nación in Buenos Aires sowie im Explosion Museum of Naval Firepower in Gosport (Südengland). In Budapest liegt das Museumsschiff SMS Leitha, auf dem eine Nordenfelt-Mitrailleuse installiert ist.

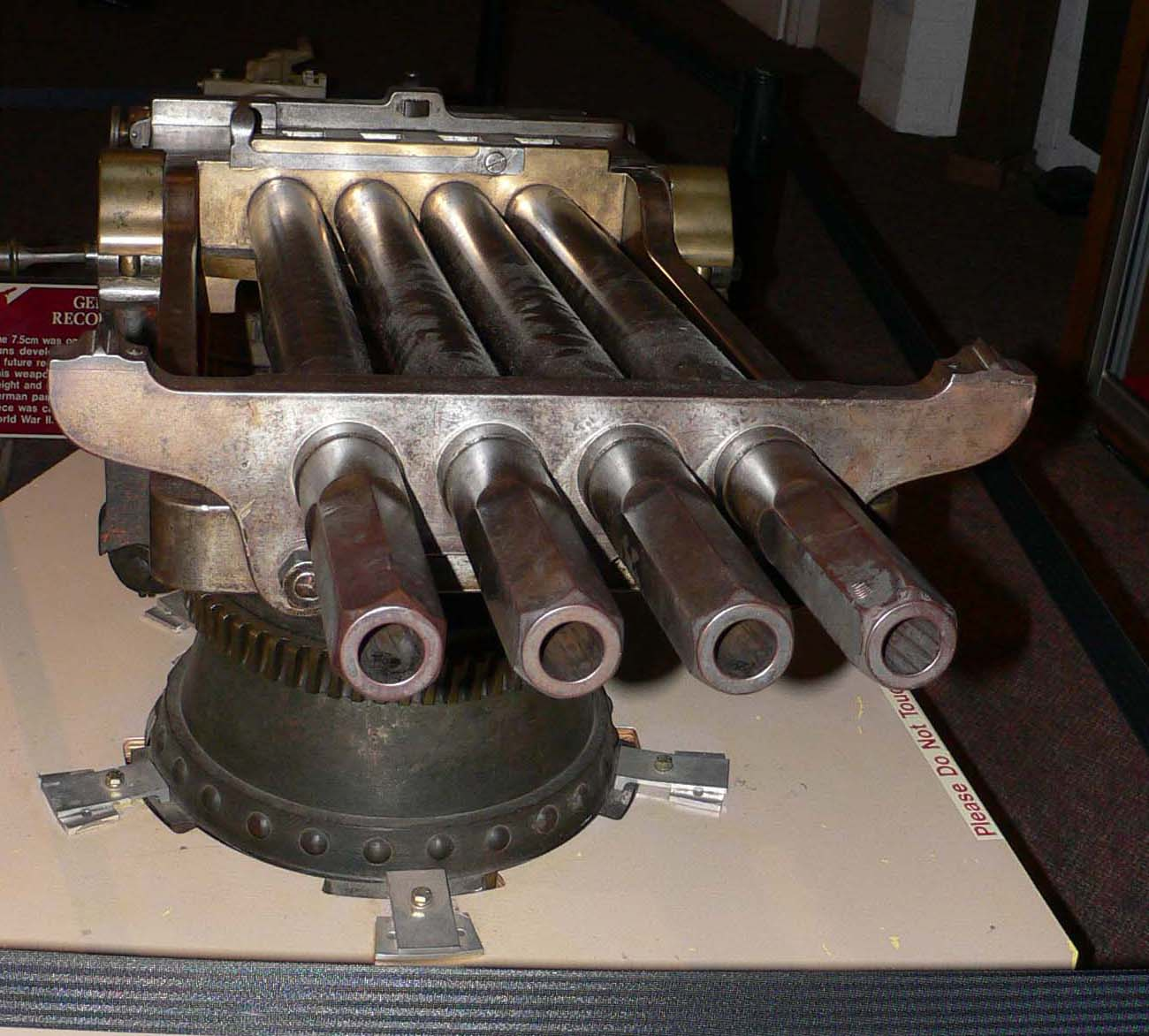
Nordenfelt-Mitrailleuse im Fort Gregg-Adams, Virginia, USA
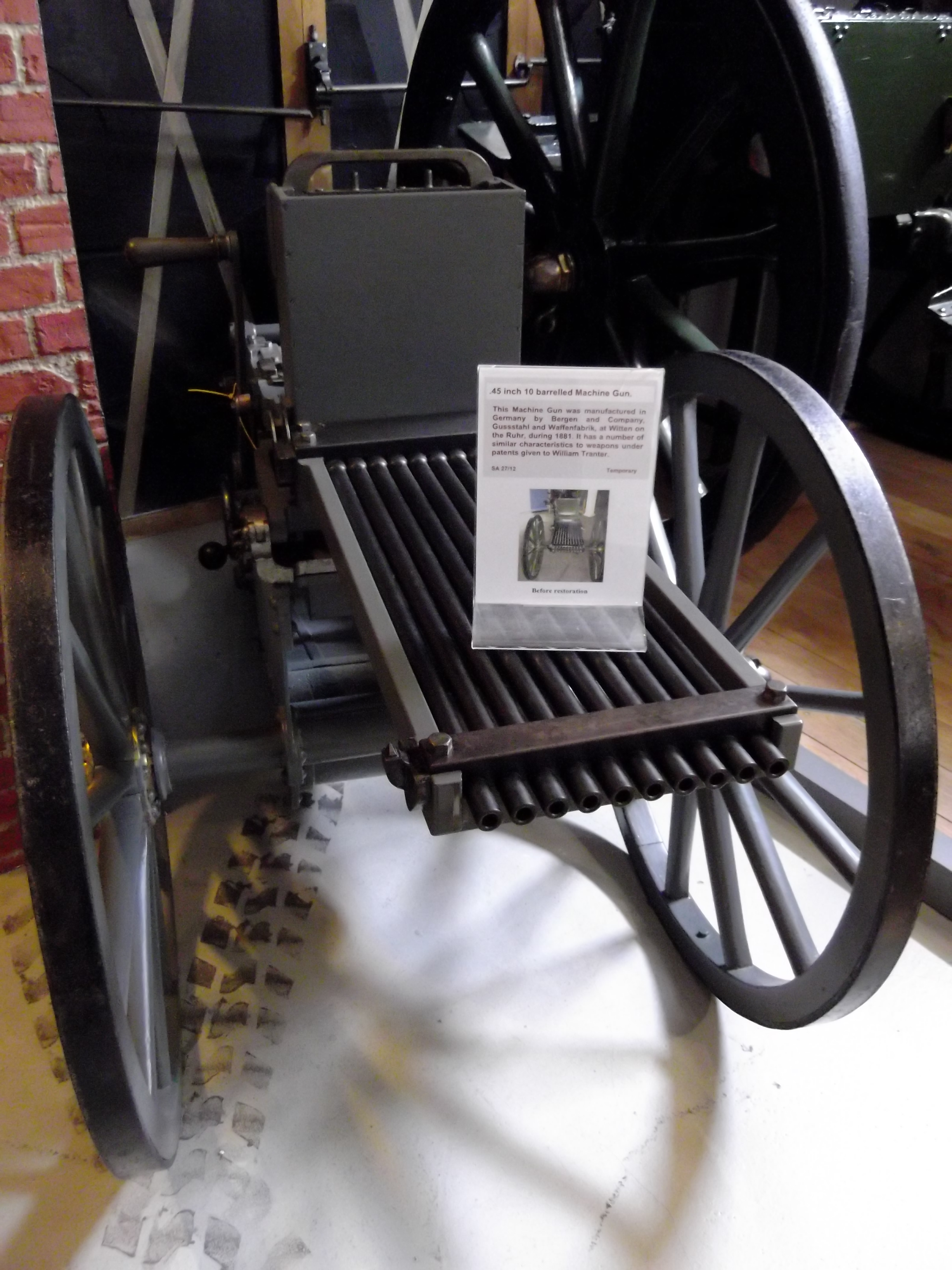
Nordenfelt-Mitrailleuse in London-Woolwich
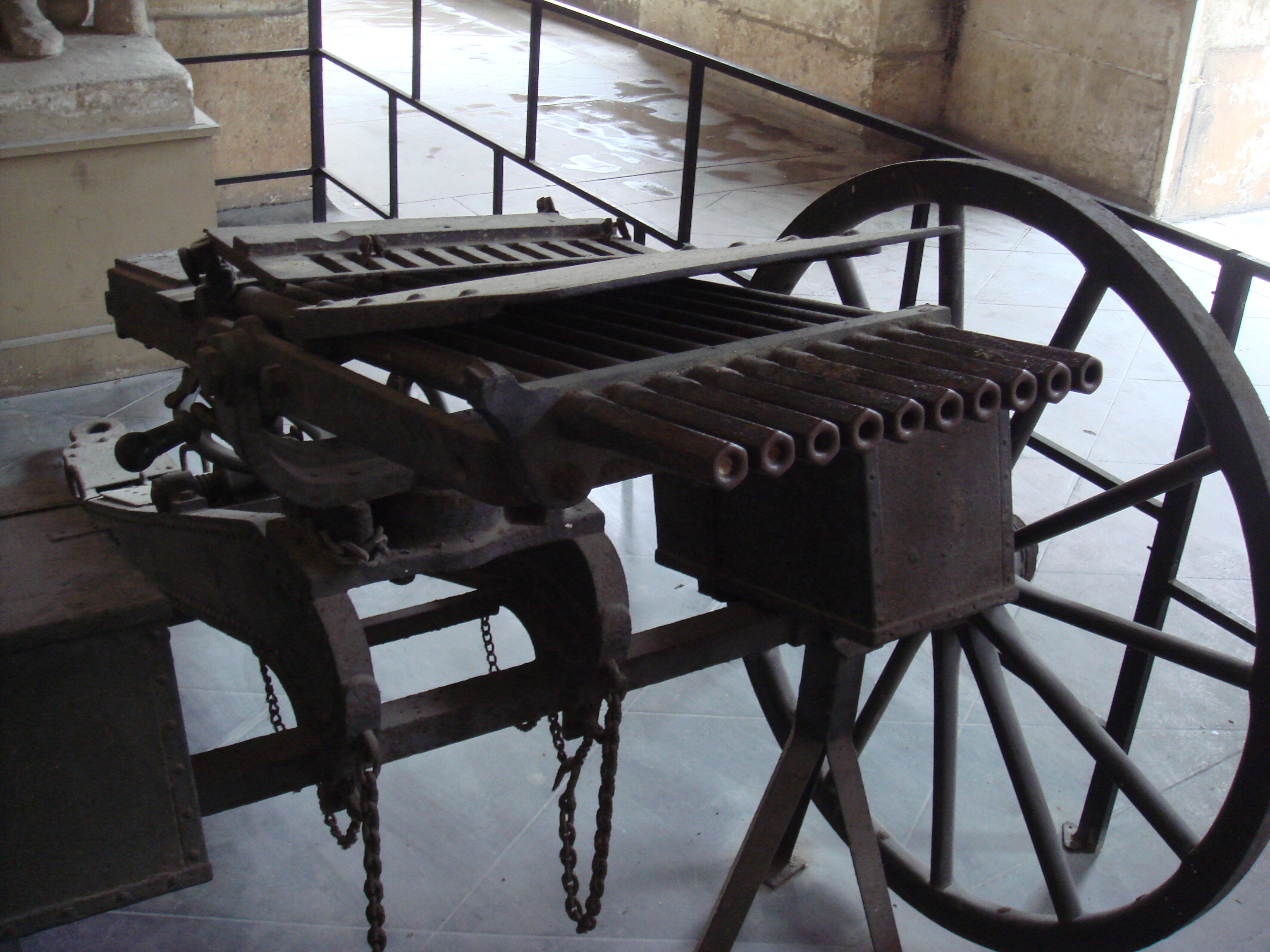
Nordenfelt-Mitrailleuse in Paris
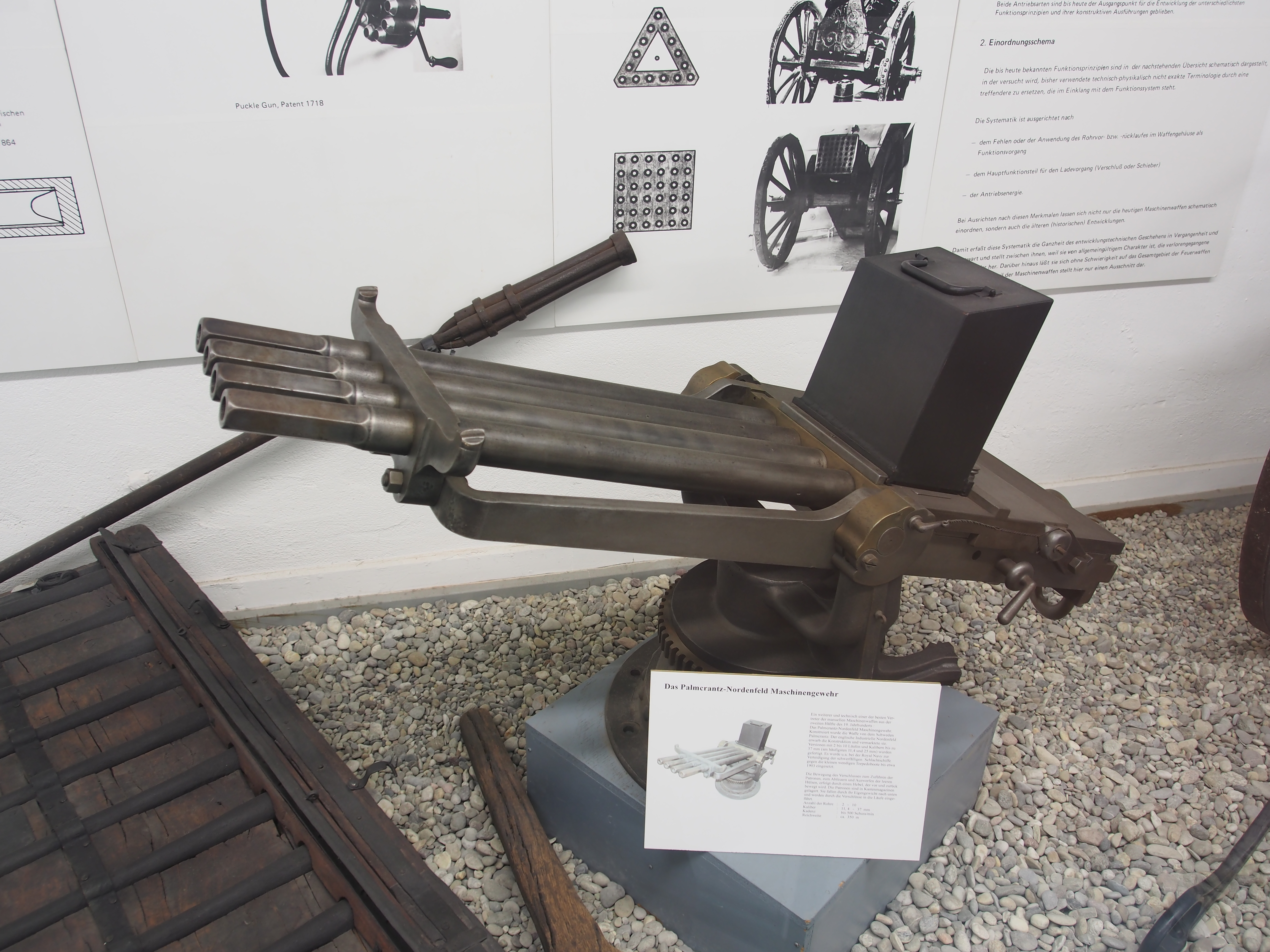
Nordenfelt-Mitrailleuse in Koblenz
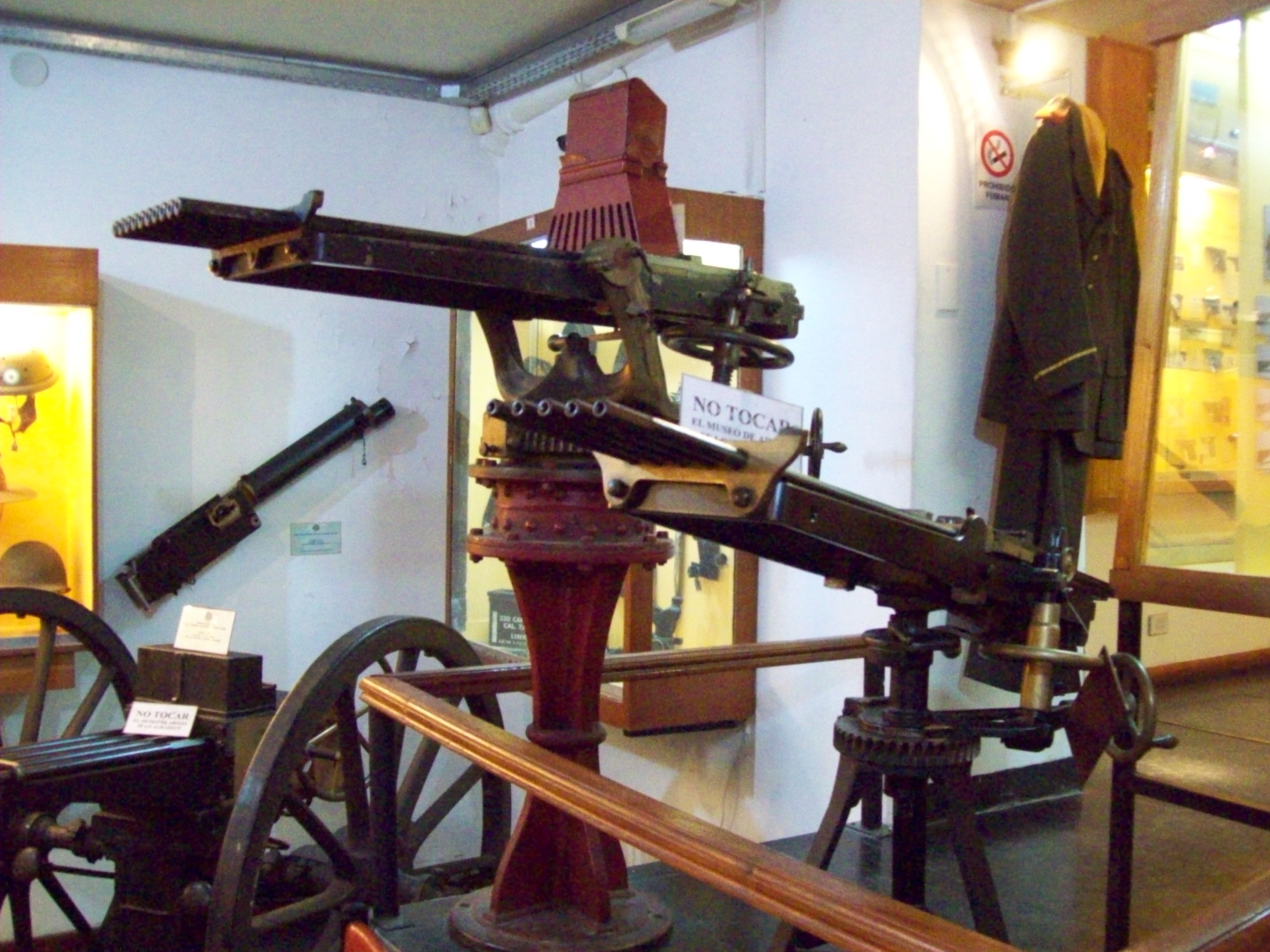
Nordenfelt-Mitrailleuse in Buenos Aires
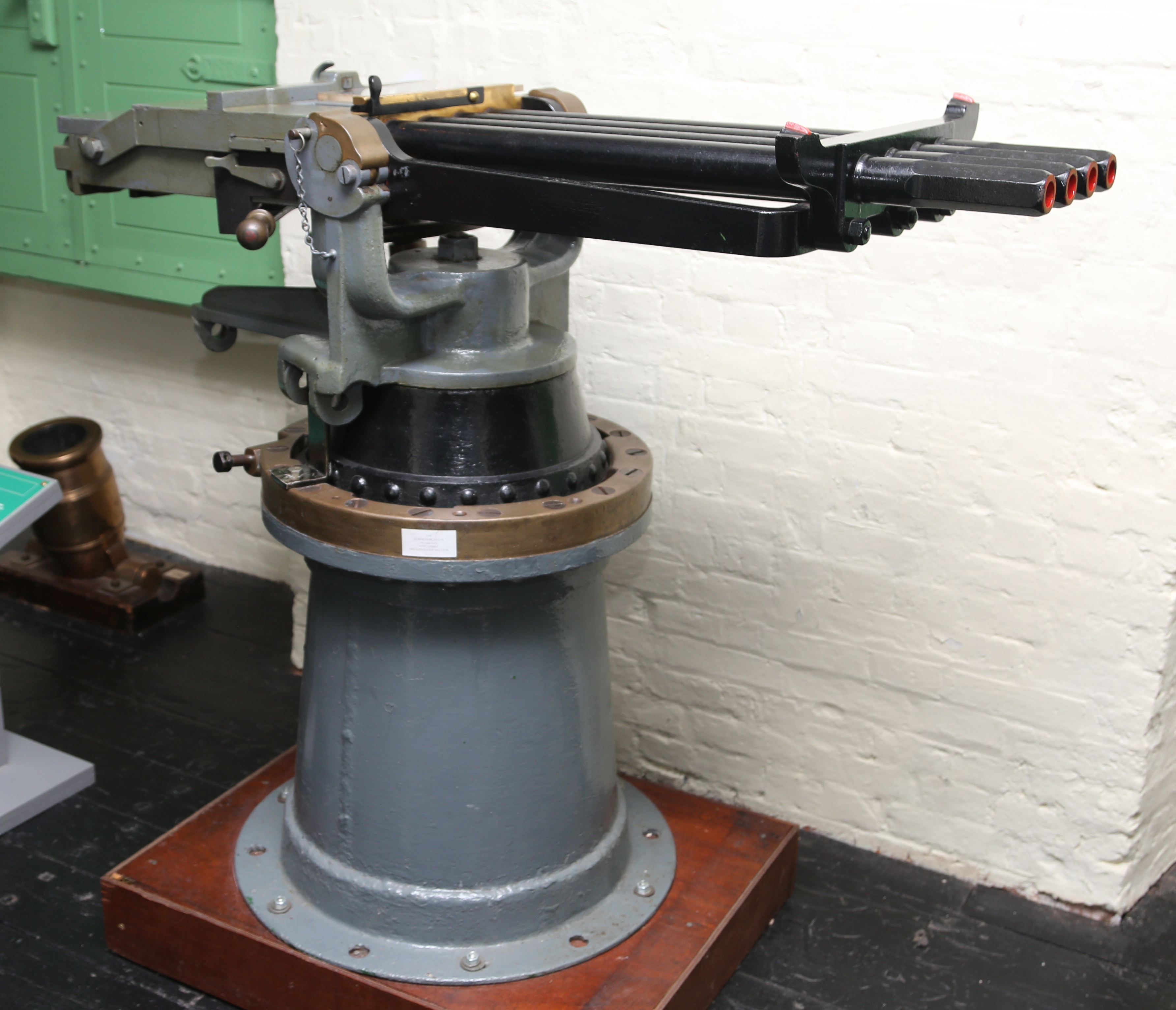
Nordenfelt-Mitrailleuse in Gosport
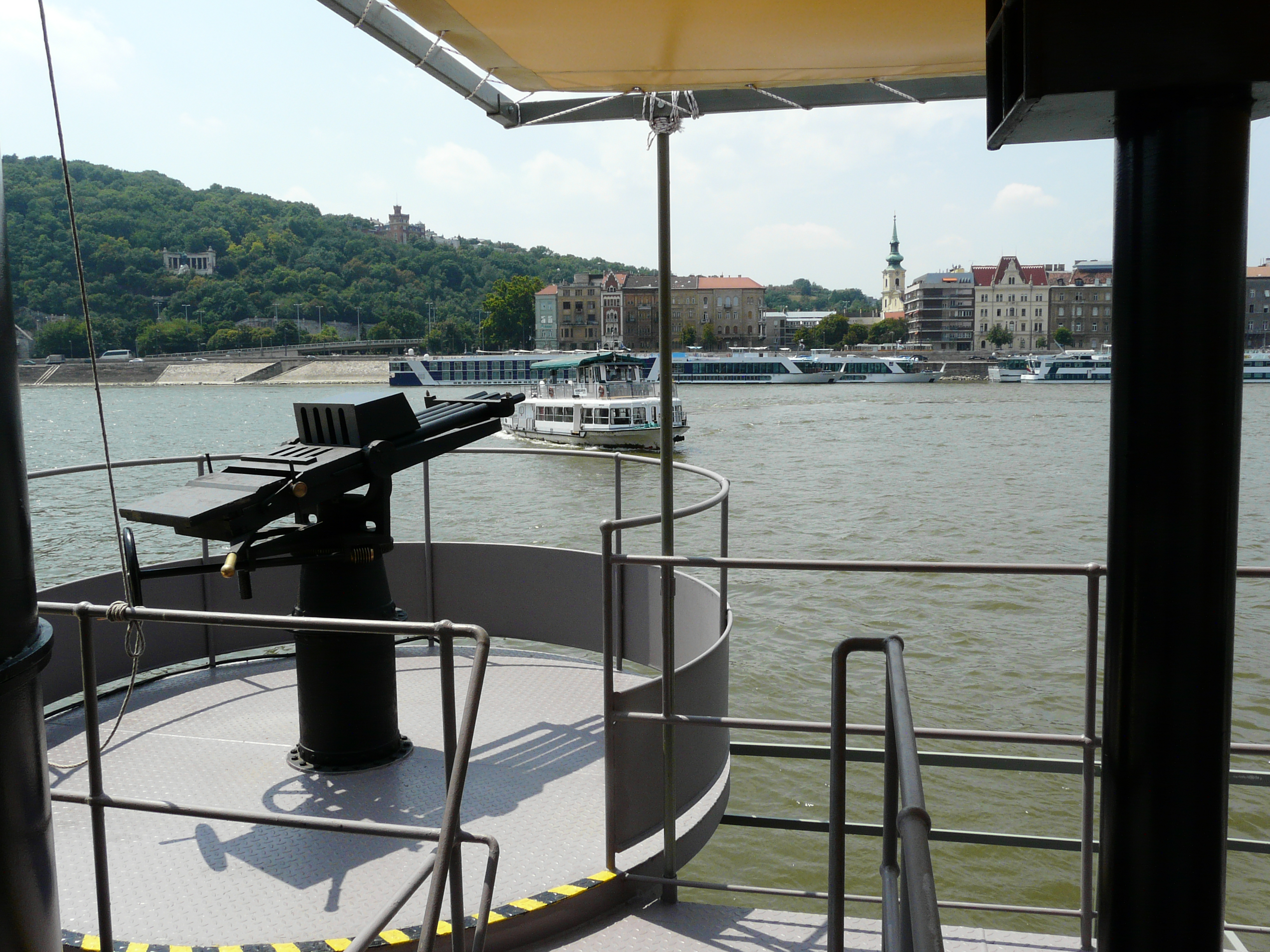
Nordenfelt-Mitrailleuse in Budapest auf der SMS Leitha